# Liste d'élections en 1909
Chronologie des élections
- 1905
- 1906
- 1907
- 1908
- 1909
- 1910
- 1911
- 1912
- 1913

Cet article recense les élections organisées durant l'année 1909.

## Événements géopolitiques d'intérêt national ou international en 1909
Cette section concerne des événements d'intérêt géopolitique relatifs à des états souverains, éventuellement fédéraux mais qui ne soient ni élections ni référendums. Ces événements peuvent être d'intérêt national, voire international, d'origine nationale ou étrangère.
| Date        | État            | Événement |
| ----------- | --------------- | --- |
| 25 mai      | Raj britannique | L'Indian Councils Act reçoit la sanction royale. Il institue les réformes Morley-Minto au Raj britannique. Gopal Krishna Gokhale, qui dirige le Parti du Congrès, réussit à persuader le nouveau secrétaire d’État à l'Inde, John Morley, de mettre en route des réformes malgré les réticences du vice-roi et gouverneur général, Lord Minto. L'Indian Council's Act introduit le principe électif dans la désignation des membres des conseils législatifs. Un groupe de notables, conduit par le jeune Sultan Muhammad Aga Khan (1877-1957) est reçu par Lord Minto en délégation et obtient, le 15 novembre, l'organisation d'élections distinctes pour les Musulmans. |
| 15 novembre | Royaume-Uni     | La Chambre des lords rejette « Le budget du peuple ». David Lloyd George, Chancelier de l'Échiquier, présente une série de réformes fiscales progressives : impôt sur la grande propriété foncière (land tax) et « super tax » sur les gros salaires. La réforme provoque une crise constitutionnelle. La Chambre des Pairs, à majorité conservatrice, rejette le budget. Asquith, Premier ministre dissout le Parlement le 3 décembre (élections en janvier 1910). |

## Élections nationales en 1909
Cette section concerne les élections législatives et présidentielles dans un état souverain, éventuellement fédéral, ainsi que leurs principaux référendums.
| Date                             | État        | Élection ou référendum | Contexte | Résultat |
| -------------------------------- | ----------- | ---------------------- | -------- | --- |
| 1909                             | Chili       | Législatives (nl)      |          | Cette section est vide, insuffisamment détaillée ou incomplète. Votre aide est la bienvenue ! Comment faire ? |
| 1909                             | Perse       | Législatives (en)      |          | Cette section est vide, insuffisamment détaillée ou incomplète. Votre aide est la bienvenue ! Comment faire ? |
| 14 janvier 1908 - 6 juillet 1909 | États-Unis  | Sénat (en)             |          | Cette section est vide, insuffisamment détaillée ou incomplète. Votre aide est la bienvenue ! Comment faire ? |
| 3 janvier                        | France      | Sénatoriales           |          | Cette section est vide, insuffisamment détaillée ou incomplète. Votre aide est la bienvenue ! Comment faire ? |
| 7 mars 1909 - 14 mars            | Italie      | Législatives           |          | Cette section est vide, insuffisamment détaillée ou incomplète. Votre aide est la bienvenue ! Comment faire ? |
| 2 mai                            | Bolivie     | Présidentielle (en)    |          | Cette section est vide, insuffisamment détaillée ou incomplète. Votre aide est la bienvenue ! Comment faire ? |
| 25 mai                           | Danemark    | Législatives           |          | Cette section est vide, insuffisamment détaillée ou incomplète. Votre aide est la bienvenue ! Comment faire ? |
| 11 juin                          | Pays-Bas    | 2de Chambre (nl)       |          | Cette section est vide, insuffisamment détaillée ou incomplète. Votre aide est la bienvenue ! Comment faire ? |
| 19 juin                          | Saint-Marin | Législatives (en)      |          | Cette section est vide, insuffisamment détaillée ou incomplète. Votre aide est la bienvenue ! Comment faire ? |
| 7 août                           | Colombie    | Présidentielle         |          | Cette section est vide, insuffisamment détaillée ou incomplète. Votre aide est la bienvenue ! Comment faire ? |
| Septembre - octobre              | Chine       | Législatives (en)      |          | Cette section est vide, insuffisamment détaillée ou incomplète. Votre aide est la bienvenue ! Comment faire ? |
| 2 - 25 octobre                   | Norvège     | Législatives (en)      |          | Cette section est vide, insuffisamment détaillée ou incomplète. Votre aide est la bienvenue ! Comment faire ? |

## Élections en subdivisions nationales en 1909
Cette section concerne les élections législatives dans un État fédéré, une subdivision territoriale ou une colonie d'un État souverain, ainsi que leurs principaux référendums.
| Date            | Subdivision          | État               | Élection ou référendum | Contexte             | Résultat |
| --------------- | -------------------- | ------------------ | ---------------------- | -------------------- | --- |
| 22 mars         | Alberta              | Canada             | Générales              |                      | Les libéraux restent majoritaires ; Alexander Cameron Rutherford reste premier ministre.                      |
| 1er - 3 mai     | Finlande             | Empire russe       | Législatives (en)      |                      | Cette section est vide, insuffisamment détaillée ou incomplète. Votre aide est la bienvenue ! Comment faire ? |
| 8 mai           | Terre-Neuve          | Empire britannique | Générales (en)         |                      | Cette section est vide, insuffisamment détaillée ou incomplète. Votre aide est la bienvenue ! Comment faire ? |
| 10 juin         | Natal                | Empire britannique | Référendum (en)        |                      | Cette section est vide, insuffisamment détaillée ou incomplète. Votre aide est la bienvenue ! Comment faire ? |
| 28 juin         | Yukon                | Canada             | Générales (en)         |                      | Cette section est vide, insuffisamment détaillée ou incomplète. Votre aide est la bienvenue ! Comment faire ? |
| 11 - 12 octobre | Malte                | Empire britannique | Générales (en)         |                      | Cette section est vide, insuffisamment détaillée ou incomplète. Votre aide est la bienvenue ! Comment faire ? |
| 2 novembre      | Philippines          | États-Unis         | Législatives (en)      | 2de Législature (en) | Cette section est vide, insuffisamment détaillée ou incomplète. Votre aide est la bienvenue ! Comment faire ? |
| 25 novembre     | Colombie-Britannique | Canada             | Générales (en)         |                      | Cette section est vide, insuffisamment détaillée ou incomplète. Votre aide est la bienvenue ! Comment faire ? |